# Tetsuya Takahashi
Tetsuya Takahashi  (jap. 高橋 哲哉 Takahashi Tetsuya; ur. 18 listopada 1966 w Prefektura Shizuoka w Japonii) – japoński projektant gier komputerowych oraz kierownik Monolith Soft. W przeszłości pracował w Square (obecnie Square Enix) nad takimi grami jak Final Fantasy V, Final Fantasy VI czy Chrono Trigger. W 1999 roku opuścił Square i został współzałożycielem oraz kierownikiem w Monolith Soft.
W 1995 poślubił swoją koleżankę z pracy Soraya Saga, która pracowała z nim nad Xenogears, Xenosaga oraz Soma Bringer.

## Gry
- Dragon Slayer: The Legend of Heroes (1989)
- Final Fantasy IV (1991)
- Romancing Saga (1992)
- Final Fantasy V (1992)
- Secret of Mana (1993)
- Final Fantasy VI (1994)
- Front Mission (1995)
- Chrono Trigger (1995)
- Seiken Densetsu 3 (1995)
- Final Fantasy VII (1997)
- Xenogears (1998)
- Xenosaga Episode I: Der Wille zur Macht (2002)
- Xenosaga Episode II: Jenseits von Gut und Böse (2004)
- Xenosaga: Pied Piper (2004)
- Xenosaga Episode III: Also sprach Zarathustra (2006)
- Soma Bringer (2008)
- Xenoblade Chronicles (2010)